# Tencent Video
Tencent Video (腾讯视频, Téngxùn Shìpín), conosciuta anche come WeTV, è una piattaforma online per la riproduzione multimediale in streaming dell'azienda cinese Tencent. È possibile accedere alla piattaforma da tutti i dispositivi elettronici dotati di una connessione a internet, come smartphone (Android, iOS), laptop, PC e Nintendo Switch (dal 2020). L'accesso dal Nintendo Switch è garantito solo sul territorio nazionale cinese.
Giornalmente si calcola un accesso di almeno duecento milioni di utenti da tutto il mondo.

## La storia
Tencent Video venne fondata nel 2011 dalla compagnia Tencent sotto la guida di Pony Ma (马化腾，Mǎ Huàténg ) con l'intento di realizzare una piattaforma per la riproduzione di serie televisive e reality show in modo gratuito.
Nel 2012 venne introdotto il sistema dei VIP, ovvero degli utenti a pagamento i quali hanno possibilità di vedere alcuni contenuti a loro dedicati.
Nel 2013 Tencent Video strinse accordi con alcune emittenti televisivi di fama mondiale tra cui la BBC Worldwide, che concesse all'azienda la possibilità di trasmettere serie televisive inglesi sulla propria piattaforma.
Nel 2014 strinse un accordo con la rete televisiva statunitense HBO, ottenendo il permesso di trasmettere serie televisive come Il Trono di Spade.
Nel 2016 venne introdotto l'attuale slogan "不负好时光" (Bù Fù Hǎo ShíGuāng, 'Non deludere i momenti belli'). Sempre nello stesso anno, la piattaforma raggiunse 20 milioni di utenti a pagamento (VIP).
Nel 2017 il numero di utenti a pagamento raggiunse i 43 milioni.
Nel 2018 gli utenti a pagamento arrivarono a 89 milioni. Nello stesso anno Tencent strinse un accordo con Amazon China perché gli utenti potessero sia guardare video in streaming sia acquistare prodotti Amazon. All'acquisto di un unico pacchetto si otteneva l'iscrizione ai servizi VIP di Tencent Video e Prime di Amazon.
Nel 2019 venne stretto un accordo con la Huawei Video, in modo tale che le due aziende potessero aiutarsi a vicenda e accordarsi sul genere di video da trasmettere.
 Nello stesso anno Tencent Video firmò un accordo con China Telecom per quanto riguarda la tecnologia 5G e il suo utilizzo per lo streaming.
Nel 2020 Tencent Video ottenne un accordo con il canale televisivo thailandese CH3 per la trasmissione in Cina di serie televisive thailandesi; il numero degli utenti a pagamento raggiunse i 112 milioni.

## Concorrenza
Tencent Video è una delle piattaforme di streaming più usate in Cina e in tutto il mondo. Tuttavia in Cina ha due concorrenti di livello simile e con offerte simili, YouKou e iQiYi. Il costo dell'abbonamento annuale a ognuna delle tre piattaforme (per utenti che guardano da dispositivi elettronici mobili quali tablet/smartphone) è di 198 yuan (RMB), circa 24,97 euro al cambio del 4 gennaio 2021.

### YouKu
YouKu è stato uno dei primi siti di streaming; nel 2014 ottenne il titolo di "piattaforma n. 1" in Cina.
Nel 2014 YouKu acquistò un'altra piattaforma di Streaming cinese presente sul mercato,  Tudou, diventando "Youku Tudou". L'azienda Youku Tudou, nello stesso anno, cominciò a incoraggiare gli utenti a caricare video originali girati dagli utenti stessi, ovvero i cosiddetti UGC. Dallo stesso anno tuttavia YouKu cominciò a perdere quote di mercato in quanto la maggioranza degli utenti preferiva a vedere i PGC (Professional Generated Content), ovvero i contenuti multimediali prodotti da professionisti.

### iQiYi
iQiYi nel 2020, fino al 30 settembre, ha registrato 104 milioni di utilizzatori mentre nello stesso periodo Tencent Video ha registrato 120 milioni di utenti.

## Serie televisive
Tencent Video nacque come piattaforma di streaming per reality show, anime, serie televisive realizzati da altre aziende. Nel 2015, con l'idea di creare contenuti originali di Tencent Video, l'azienda fondò a Shanghai un'azienda chiamata 企鹅影视 (Qì'é yǐngshì，Tencent Penguin Pictures).
Le serie televisive più conosciute al livello internazionale prodotte dalla Tencent Penguin Pictures sono: 
| Nome cinese        | Nome in inglese            | Tipologia | Anno inizio pubblicazione |
| ------------------ | -------------------------- | --------- | ------------------------- |
| 妖精种植手册       | Planting Manual            | Anime     | 2015                      |
| 全职法师           | Quanzhi Fashi              | Anime     | 2016                      |
| 全职高手           | The King's Avatar          | Anime     | 2017                      |
| 魔道祖师           | Modao zushi                | Anime     | 2017                      |
| 斗破苍穹           | Battle Through The Heavens | Anime     | 2017                      |
| 斗罗大陆           | Douluo dalu                | Anime     | 2018                      |
| 斗破苍穹 (电视剧)  | Battle Through The Heavens | Drama     | 2018                      |
| 全职高手（电视剧） | The King's Avatar          | Drama     | 2019                      |
| 诡秘之主           | Lord of Mysteries          | anime     | 2025                      |

## Musica e Idol Bands
Tencent Video, oltre a produrre anime e serie televisive, a partire dal 2018 ha creato 3 gruppi musicali:
| Nome cinese | Nome inglese     | Tipologia           | Numero membri | Anno inizio | Anno fine |
| ----------- | ---------------- | ------------------- | ------------- | ----------- | --------- |
| 火箭少女101 | Rocket Girls 101 | idol band femminile | 11            | 2018        | 2020      |
| R1SE        | R1SE             | idol band maschile  | 11            | 2019        | 2021      |
| 硬糖少女303 | Bonbon Girls 303 | idol band femminile | 7             | 2020        | 2022      |

Ognuna delle 3 band era stata composta tramite reality show online ove i concorrenti lottavano per arrivare in cima alla classifica. Solo i primi undici, per quanto riguarda Rocket Girls 101 e/o i R1SE avevano l'occasione di formare una band. Dal 2020, per le BonBon Girls 303, il numero di membri all'interno del gruppo si ridusse a 7. Ogni spettatore VIP aveva il diritto di voto per scegliere il concorrente preferito.
Le band formate dalla compagnia Tencent sono gestite dalla Wajijiwa Entertainment, la quale ha offerto a ognuna delle 3 band un contratto a tempo determinato di 24 mesi di attività.
I nomi dei reality show sono rispettivamente:
| Nome cinese | Nome inglese      | Anno trasmissione | Band formata     |
| ----------- | ----------------- | ----------------- | ---------------- |
| 创造101     | Produce 101 China | 2018              | Rocket Girls 101 |
| 创造营2019  | Produce 2019      | 2019              | R1SE             |
| 创造营2020  | Chuang 2020       | 2020              | Bonbon Girls 303 |